# Lansstraße (Köln)

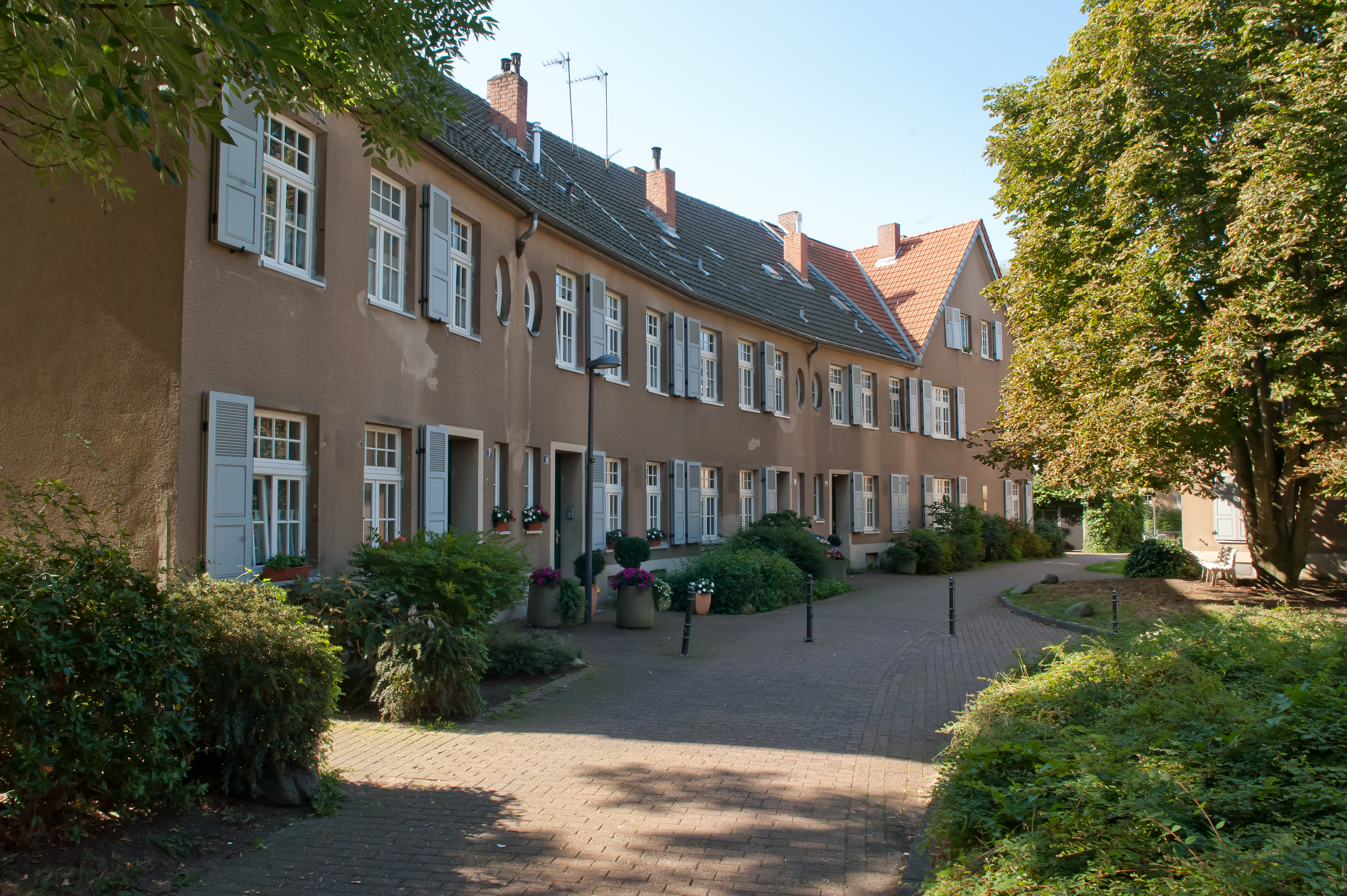
Lansstraße

Die Lansstraße liegt im Kölner Stadtteil Neuehrenfeld im Stadtbezirk Ehrenfeld. Die 1912 angelegte Lansstraße mit ihren zweigeschossigen Mehrfamilienhäusern ist Teil der Erstbebauung Neuehrenfelds. Die Privatstraße ist vollständig von einem gleichzeitig errichteten Siedlungsblock der damaligen Ehrenfelder Arbeiter-Wohnungsgenossenschaft umschlossen. Zugänglich ist sie durch zwei mit Wohnungen überbaute Tordurchfahrten.

## Geschichte

Die Lansstraße befindet sich vollständig innerhalb eines Genossenschaftswohnblocks

Nachdem sich der 1845 gegründete und 1888 nach Köln eingemeindete Stadtteil Ehrenfeld zu einem größeren Fabrikstandort entwickelt hatte, entstand ein zunehmender Bedarf nach Wohnungen für die Arbeiter und deren Familien. Rektor Franz Peter Schmitz, Leiter der Ehrenfelder Volksschule Gutenbergstraße, gründete mit dem Fabrikanten Ernst Leyendecker, dem katholischen Pfarrer Gerhard Bruders und mit einer Gruppe von Arbeitern, Handwerkern, Gewerkschaftern, Unternehmern, Lehrern und Ärzten am 17. März 1899 die Ehrenfelder Arbeiter-Wohnungsgenossenschaft (heute: Gemeinnützige Wohnungsgenossenschaft Ehrenfeld e.G.). In Abgrenzung zu den im Ruhrgebiet verbreiteten Werkswohnungen wählten sie die Rechtsform der Genossenschaft, um den Arbeitern als genossenschaftlichen Miteigentümern eine größere Unabhängigkeit zu ermöglichen.:20 Ziel war „Bau und Bewirtschaftung gesunder, preiswerter Wohnungen für minderbemittelte und kinderreiche Familien“. Ab dem Jahr 1900 ließ die Genossenschaft zunächst Dreifensterhäuser für je eine Familie an verstreuten Standorten errichten, deren Entwürfe der Kölner Architekt Rudolf Brovot lieferte, zum Beispiel in der Bickendorfer Felten- und in der Vitalisstraße.:51 Im Baugebiet Neuehrenfeld, wo es mit Ausnahme weniger Hauptverbindungen noch kein Straßennetz gab,  fand sie schließlich an der Takustraße einen geeigneten Ansatz für zusammenhängende Siedlungsbauten. Diese Straße hatte der Ziegeleibesitzer Jakob Wahlen zwischen der alten Straße von Ossendorf zum Subbelrather Hof (heute: Iltisstraße) und dem Industriegebiet in Ehrenfeld zur Anbindung seiner Ziegelfelder anlegen lassen. Sie schuf auch die Verbindung zwischen dem künftigen Siedlungsgebiet für Arbeiter und Handwerker und ihren industriellen Arbeitsplätzen in Ehrenfeld. An der Einmündung Takustraße / Iltisstraße stiftete Wahlen 1911 den Takuplatz, an den die Genossenschaft ihren ersten geschlossenen Siedlungsblock anschloss.

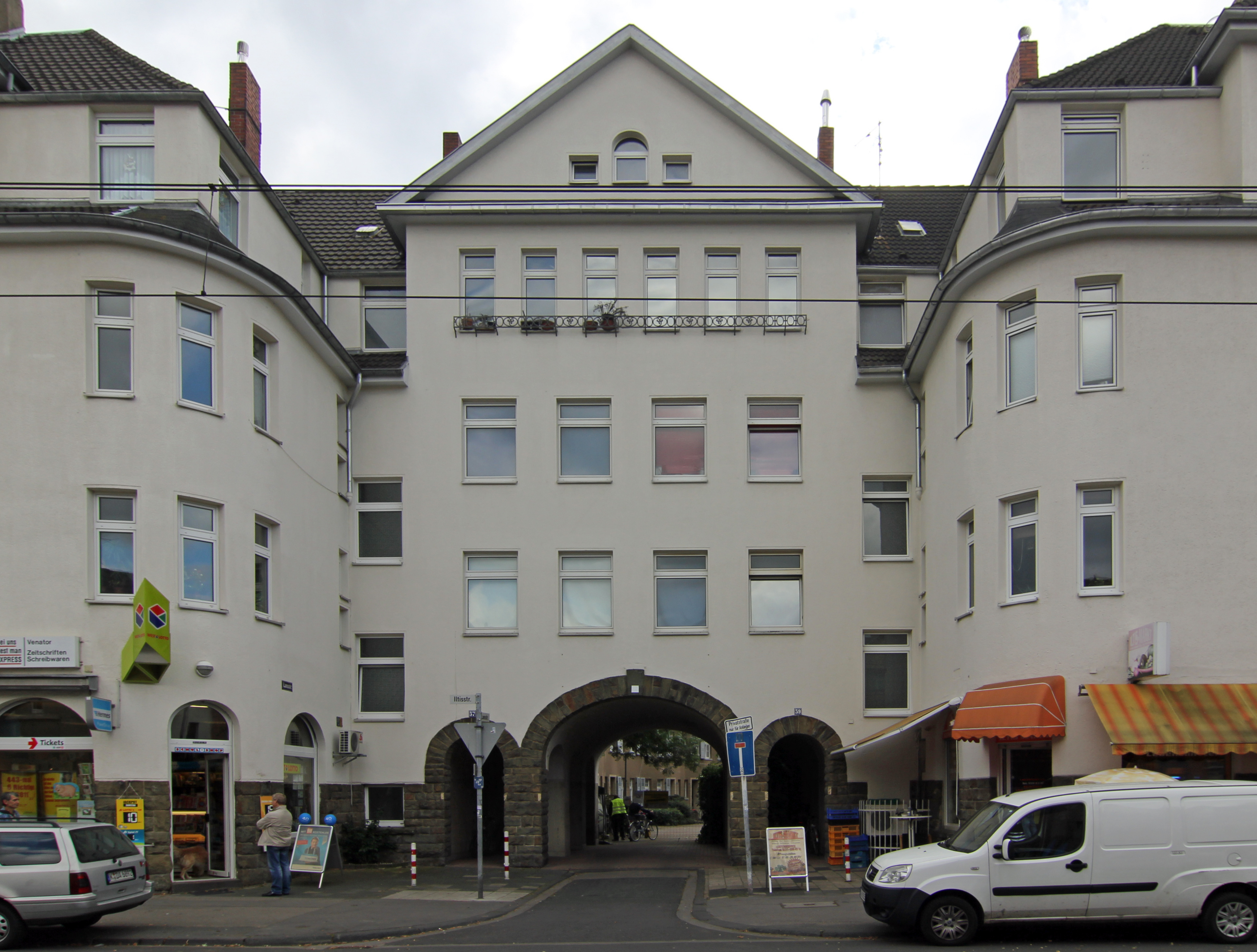
Durchfahrt von der Iltisstraße

Die Gestaltung der neuen Wohngebiete in Neuehrenfeld wurde maßgeblich mitbestimmt von den genossenschaftlichen Vorstandsmitgliedern, zu denen auch der Stadtplaner Josef Stübben gehörte. Beeinflusst von der Idee der Gartenstadt, strebte man ein aufgelockertes, abwechslungsreiches Straßenbild mit Loggien, Balkonen, leicht geschwungenen Straßenführungen und mit weiträumigen grünen Innenhöfen an, die keine oder nur niedrige Binnenbebauung aufwiesen. Im Grunde fand eine Übertragung der Wohnumwelt der oberen Schichten auf die Häuser der Unterschicht statt.
Auch der Siedlungsblock zwischen Iltis-, Taku- und Heidemannstraße entsprach dieser Vorstellung. Der Architekt Rudolf Brovot setzte in der Siedlung stilistische und qualitative Elemente gehobener Wohnansprüche in vereinfachter Form um, was sich in der aufwändigen Fassadengestaltung oder der anspruchsvollen Materialauswahl etwa in den Treppenhäusern manifestierte. Dies ist besonders bei den repräsentativen Häusern in der Iltisstraße 53–65 sichtbar, die eine Art Portal für die Lansstraße im Innenhof bilden.
Die Lansstraße entstand während der ersten Bauphase des Siedlungsblocks von 1912 bis 1914. Von der zweiten Bauphase bis 1925 gingen keine baulichen Veränderungen für die Straße aus. Auch der Wiederaufbau 1948–1950 führte nicht zu wesentlichen Um- oder Neubauten.

### Chinesenviertel
Die Bezeichnung der Lansstraße bezieht sich, ebenso wie die von Takuplatz und -Straße sowie der Iltisstraße, auf den chinesischen Boxeraufstand im Jahre 1900. Das deutsche Kanonenboot Iltis kam unter seinem Kapitän Lans bei dem Angriff der sogenannten „Vereinigten acht Staaten“ als eines von 6 Kanonenbooten aus verschiedenen Ländern auf die chinesischen Taku-Forts, zum Einsatz. Lans wurde bei dem Angriff schwer verwundet und lag bis zum Dezember 1900 im Lazarett. Der Volksmund nennt die Gegend rund um den Takuplatz aufgrund der Namensherkunft „Chinese-Veedel“, auf Hochdeutsch „Chinesenviertel“.:53–54
Ende 2009 wurden im Umfeld der Ehrenfelder Bezirksvertretung und in den lokalen Medien die Benennungen einiger Neuehrenfelder Straßen und Plätze nach Orten und Personen der deutschen Kolonialgeschichte diskutiert. Darunter waren auch die Bezeichnungen des Chinesenviertels, einschließlich der Lansstraße. Auf Initiative der Grünen wurden verschiedene Maßnahmen debattiert, von denen sich die Lokalpolitiker eine Distanzierung von Gräueltaten der deutschen Kolonialherrschaft erhoffen. Es gab Vorschläge einer differenzierteren Beschriftung der erklärenden Tafeln, aber auch eine Umbenennung wurde diskutiert. Ähnliche Initiativen gibt es seit den 1970er Jahren in Berlin-Dahlem, wo ebenfalls die Umbenennung der dort seit 1905 bestehenden Lans-, Iltis- und Takustraße diskutiert wird, man es aber bisher bei einer aufklärenden Beschilderung dieser Orte beließ. Im August 2011 wurde am Kölner Takuplatz ein neues Schild mit Erläuterungen zur Namensgeschichte und zur deutschen Kolonialpolitik präsentiert, was die Debatte zunächst beendete.

## Anlage

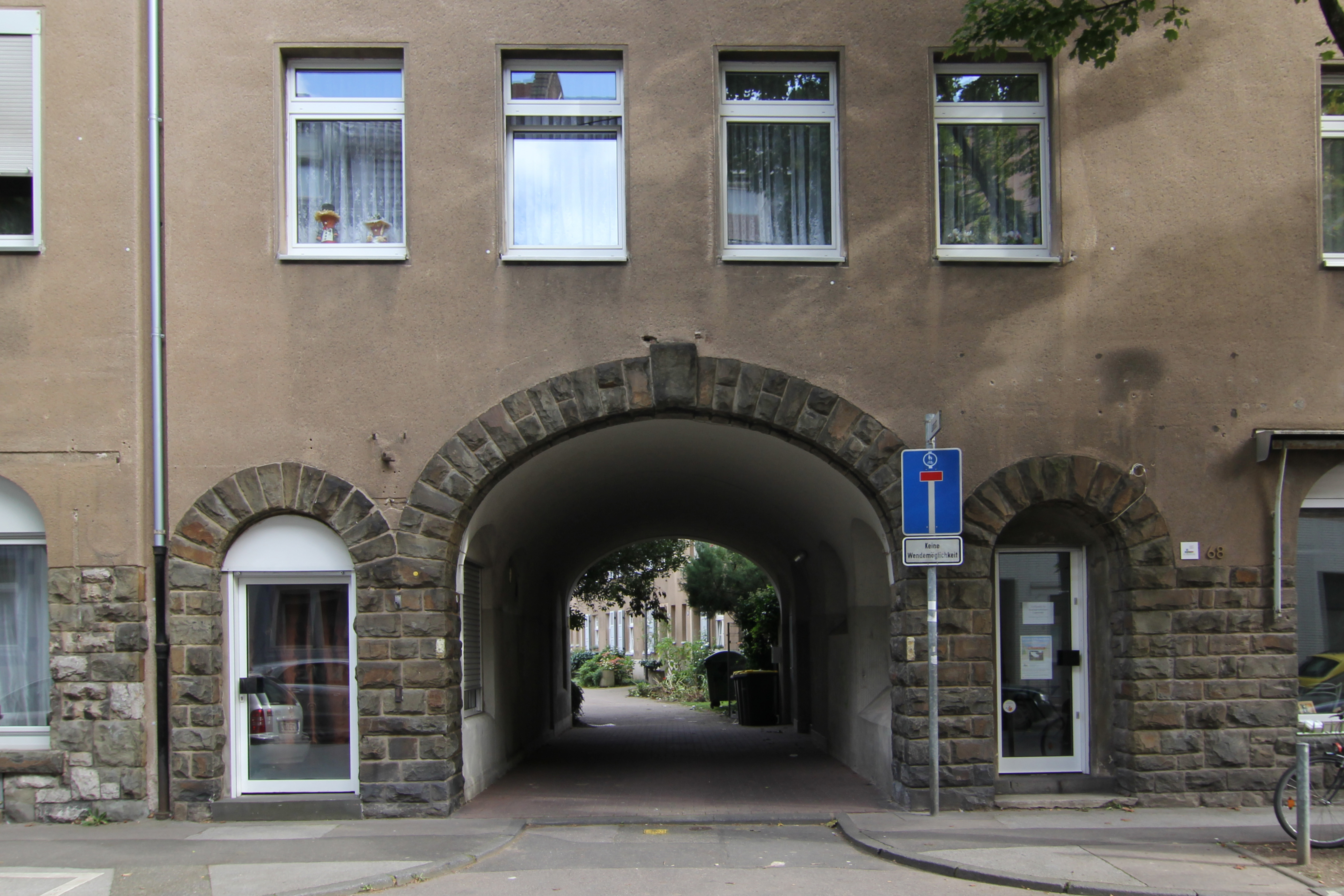
Tordurchfahrt Takustraße

Die 140 Meter lange Lansstraße verläuft in west-östlicher Richtung durch den 1,27 ha großen Innenhof eines fünfeckig angelegten drei- bis viergeschossigen Wohnblocks zwischen Iltisstraße, Heidemannstraße, Takustraße und Takuplatz. Sie verläuft parallel zur Südflanke des 1911 angelegten Takuplatzes. Mit diesem bildet der drachenförmige Wohnblock eine städtebauliche Einheit.
Am Ostende der Lansstraße bilden die Häuser Iltisstraße 57 und 59 ein Tor in der Blockrandbebauung, durch das die Lansstraße führt. Die durchtunnelten viergeschossigen Häuser der Iltisstraße sind an der Stelle etwas zurückgebaut, so dass von außen der Eindruck eines wuchtigen Torhauses entsteht. Die Tordurchfahrt selbst ist dreiteilig: Ein breiterer und höherer Segmentbogen für die einspurige Fahrbahn wird von zwei niedrigeren, schmaleren Torbögen für die Fußwege flankiert. Die Torbögen sind in Buckelquadern eingefasst, welche die Sockellinie des Häuserblocks fortsetzen. Der Schlussstein des mittleren Bogens tritt auffällig vertikal hervor. Links und rechts des Zufahrtstores befinden sich kleine Einzelhandelsgeschäfte.
Hinter der zehn Meter langen Durchfahrt führt die Lansstraße in leichter Rechtskurve über eine platzartige Erweiterung in der Mitte des Wohnblocks zu einer weiteren überbauten Tordurchfahrt. Auf elf Metern Länge werden die Häuser Takustraße 68 und 70 durchquert, hier endet die Lansstraße. Diese Tordurchfahrt ist einfacher gestaltet. Die zwei schmalen angedeuteten Torbögen links und rechts des Segmentbogens für die Straße sind Eingänge für zwei kleine Ladenlokale, welche die Einfahrt flankieren. Auch hier sind die Bögen in Buckelquadern eingefasst.

### Bebauung

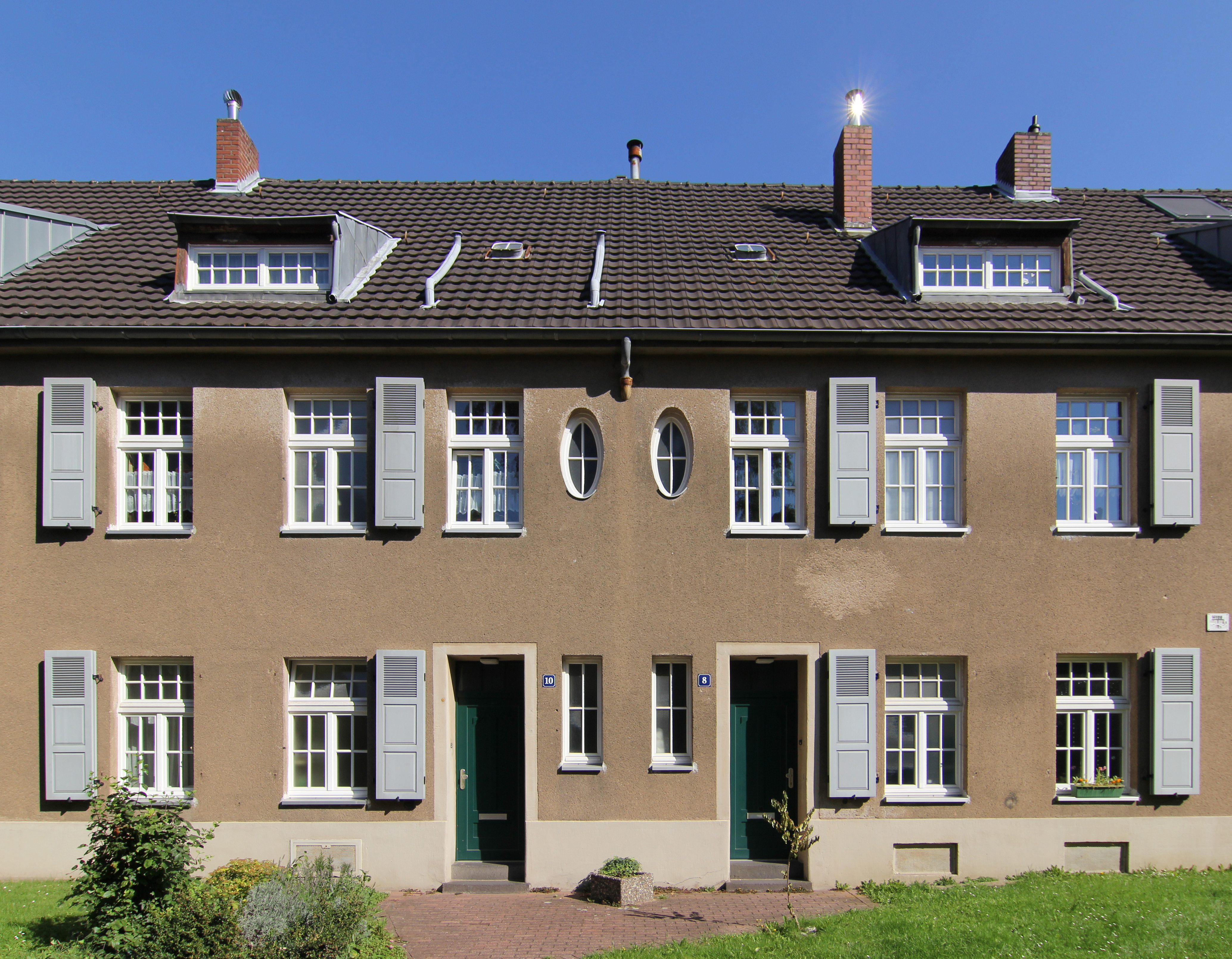
Fassade an der Lansstraße 8 und 10

Die ursprünglichen Gebäude der Lansstraße umfassen die Hausnummern 1–31 sowie 2–12. Sie sind zweigeschossig und verfügen über ein ausgebautes Dachgeschoss mit Schleppgauben. Die verputzten Fassaden sind durch Fensterachsen gegliedert. Die Eingänge haben Holztüren mit Oberlichtern. Überwiegend oval sind die Treppenhausfenster, die rechteckigen Holzflügelfenster der Wohnhäuser haben Sprossen und Oberlichter und sind meist mit Fensterläden versehen.
Die Häuser 2–12 bilden eine Häuserzeile mit gemeinsamen Walmdach. Die ungeraden Hausnummern 1–31 bilden im Zentrum eine giebelständige, dreiflügelige Anlage um eine platzartige Erweiterung des Straßenraumes. An jeder Seite setzt je ein flankierender, traufständiger Flügel mit Krüppelwalmdach an, der in seinem Winkel zu den mittigen Häusern den Straßenverlauf nachzeichnet. Auf den Gartenseiten verfügen die Häuser über Loggien mit leicht hervortretender Brüstung.
Der Grundriss der Bebauung erinnert im Bezug zur umgebenden Blockrandbebauung an die Brücke eines Kanonenbootes:56–57. Ob dies vom Architekten Rudolf Brovot in Anspielung auf Kapitän Lans und die Iltis beabsichtigt war, ist nicht belegbar.
Die Grünflächen hinter den Häusern waren ursprünglich parzelliert und ermöglichten den Bewohnern den Anbau von Obst und Gemüse. Heute dienen sie, zumeist mit Rasen bepflanzt, als Gemeinschaftsflächen der Erholung. An der Lansstraße 12 wurden im Jahr 1952 Garagen errichtet. Auch ein eingeschossiges Einfamilienhaus (Lansstraße 1a) wurde nach dem Zweiten Weltkrieg offenbar zunächst als Waschhaus:12 erbaut. Im Jahre 1983 wurde auf der Grünfläche hinter den Häusern Ilitsstraße 59 bis 65 ein Parkplatz angelegt; die Lansstraße selbst hat keine Parkmöglichkeit im Straßenraum und ist hinter der Zufahrt zu diesem Parkplatz mit Pollern für den Verkehr gesperrt.
Die ursprüngliche Bebauung der Lansstraße wurde, gemeinsam mit den Gebäuden in der Iltisstraße, Takustraße, Heidemannstraße und Takuplatz, unter der Nummer 8149 am 1. September 1997 in die Denkmalliste der Stadt Köln aufgenommen. Neben den Gebäuden sind auch der Verlauf der Lansstraße sowie die Siedlungsbinnenfläche Bestandteil des Denkmals.

### Wohnen
Aufgrund der Abgeschiedenheit der weitgehend autofreien Straße, den vergleichsweise kleinen Häusern und dem mittigen Platz wird das Wohnumfeld der Lansstraße gern als „dörflich“ oder „familiär“ beschrieben. Die Privatstraße wird von der Müllabfuhr angefahren, die Straßenreinigung muss jedoch von den Bewohnern selbst übernommen werden.:9–13 Jährlich feiern die Bewohner ein buntes „Lansstraßenfest“.

### Großbrand am 21. September 2012

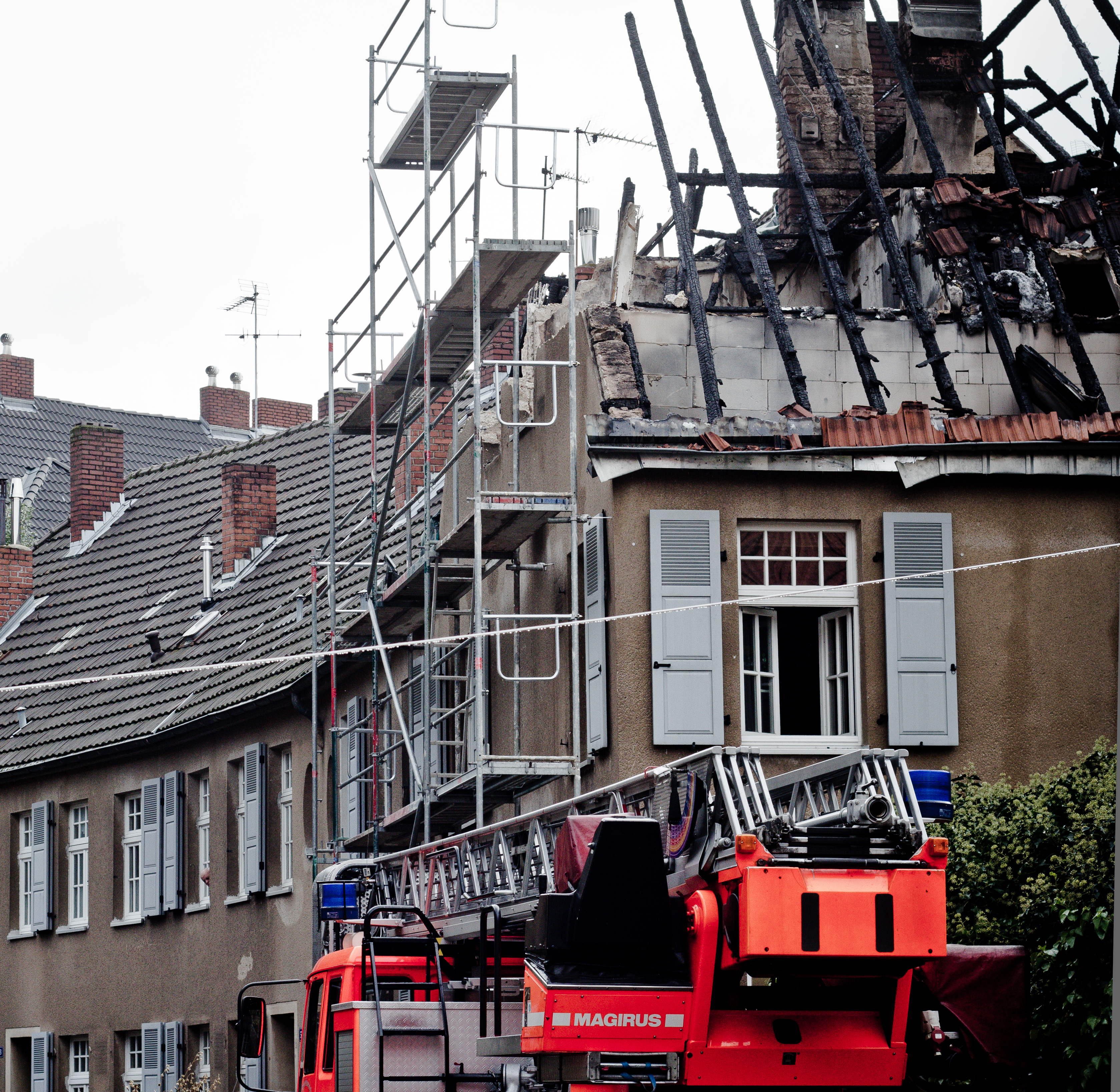
Drehleiter nach Löscharbeiten in der Lansstraße

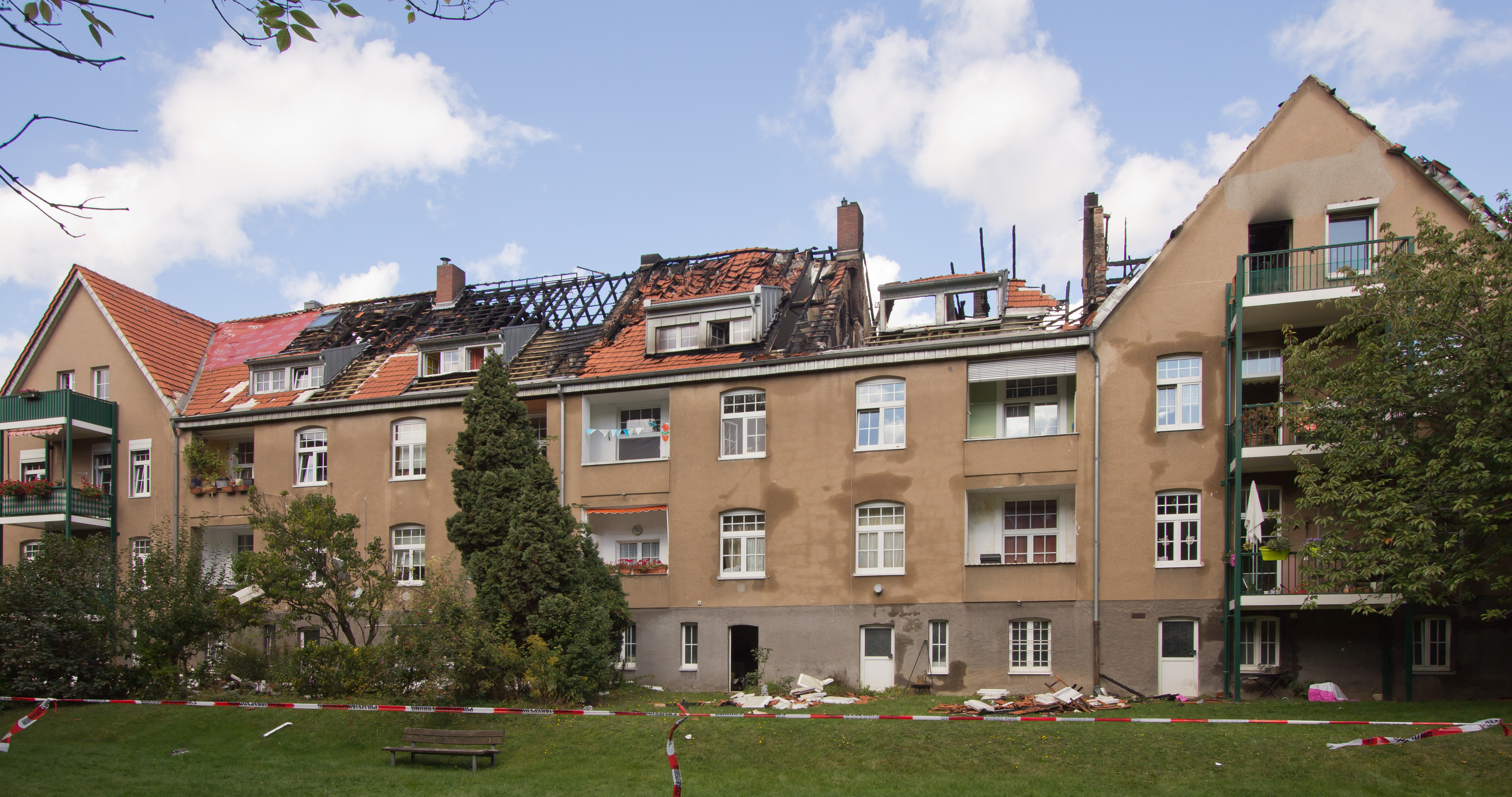
Brandschaden, Rückansicht

In den frühen Morgenstunden des 21. September 2012 ereignete sich ein Großbrand in der dreiflügligen Anlage rund um den mittigen Platz der Lansstraße, bei dem die ausgebauten Dachstühle der Häuser 9 bis 13 vollständig zerstört wurden. Obwohl alle Bewohner sich vor dem Feuer retten konnten, wurden deren 14 Wohnungen zerstört. Die darunter liegenden Wohnungen, die Holztreppenhäuser und zum Teil auch das Mauerwerk wurden durch den Brand selbst oder durch Löschwasser stark beschädigt. Die Löscharbeiten wurden dadurch erschwert, dass die mit einem Großaufgebot angerückte Feuerwehr ihre Drehleitern erst nach Demontage der Körbe durch die engen Toreinfahrten bringen konnte. Dahinter mussten sie wieder angebaut, ein Blumenbeet entfernt sowie ein Baum gefällt werden, um die Leitern einsetzen zu können. Eine schnelle Ausbreitung über mehrere Häuser erfuhr das Feuer durch eine durchgehend ausgelegte Dämmung des Daches mit Styropor. Als Brandursache wurde eine defekte Elektroinstallation im Dachboden des Hauses Lansstraße 9 ermittelt. Die betroffenen Gebäude waren nicht mehr bewohnbar. Ihre Instandsetzung war zunächst fraglich, inzwischen wurden die Häuser jedoch wiederhergestellt.